# Casa a l'avinguda Àngel Guimerà, 232 (Cardedeu)
La Casa a l'avinguda Àngel Guimerà, 232 és una obra noucentista de Cardedeu (Vallès Oriental) inclosa a l'Inventari del Patrimoni Arquitectònic de Catalunya.

## Descripció
Edificació aïllada de planta baixa i altell amb coberta a tres aigües i rodejada per d'un jardí molt feréstec. La façana té un gran capcer de perfil complexa sense ornamentació que entronca amb un barroquisme pla: característic de l'última època de Raspall. Se li obren dues finestres i porta simètriques. Tota la casa està envoltada d'un fris de maons escantonats. La porta d'accés de la tanca és de ferro forjat i està flanquejada per dues columnes que acaben en un pinacle de cert regust barroc.

## Història
Es va presentar el projecte de la casa per en Raspall el Juliol de 1932 a l'Ajuntament (el capcer es va realitzar molt diferent al projecte original). Es conserva en bon estat. Situada en una zona d'eixample força allunyada del nucli urbà.